# Maria Teresa Sanromà
Maria Teresa Sanromà (Valls, 1922) és una pintora i joiera catalana que inicia la seva vida artística en plena postguerra i la seva formació està lligada en bona part a l'Escola del Treball de Valls, el centre en el qual s'origina el ressorgiment de la vida artística de la ciutat.

## Biografia
Maria Teresa Sanromà és filla dels vallencs Ramon Sanromà Llenas i Teresa Llenas Monné. Des de petita se sent atreta pel món de la pintura. En acabar l'escola, estudia tenidoria de llibres als Caputxins de Valls i se n'examina a Barcelona; finalitza els estudis però no exerceix mai. A Valls, l'únic lloc on es donen classes d'art és a la recuperada Escola del Treball, però ella no pot assistir-hi pel fet de ser dona, ja que un capella hi ha prohibit l'entrada a les dones.
Al desembre de 1945, l'Escola el treball ha muntat la II Exposició Col·lectiva d'Art de l'Associació d'Alumnes i Ex-alumnes, que presenta Eduard Castells, fill de l'impressor Castells. El director de l'escola demana al pintor si pot donar un curs de tècnica pictòrica als alumnes, els capvespres de divendres i dissabtes, i els diumenges al matí. Aquest curs ha de durar dos anys, però en realitat es manté fins a la mort del pintor l'any 1976, i esdevé una tradició de la qual sorgeix el Grup dels Divendres, que encara és actiu. Així comencen aquestes classes, però allí tampoc hi volen dones; malgrat tot, Maria Teresa troba la manera de participar-hi: demana al seu xicot, Anton Vallvey Sanromà, que després serà el seu marit, que l'acompanyi per poder-hi assistir. Més tard s'hi incorporen altres noies com Sefi Giraldo. A la III Exposició de Nadal trobem Maria Teresa; és la primera pintora de Valls que forma part del grup d'expositors. Des de llavors l'artista és present en la major part de les activitats i en els grups de la ciutat.
L'any 1950 participa en l'Exposició d'Artistes de Valls, organitzada per Eduard Castells al Sindicat d'Iniciativa de Tarragona, com a única representant femenina. Al mes de febrer de 1951 se celebren a Valls les Festes Decennals de la Candela. Amb aquest motiu s'inaugura una mostra col·lectiva en la qual estan representats tots els artistes significatius de la ciutat: Eduard Castells, Anton Dalmau, Francesc Domingo, Maria Fraser, Elvira Homs, Roma Màndoli, Joan Maria Dalmau, Jordi Mercadé, Pau Mercader, Josep Pons, Pere Queralt, Joan Rafí, Joan Serafini, Marc Trilla, Daniel Ventura, Jaume Mercadé, Josep Maria Tost, Estanislau Ribas, Josep Busquets, Ignasi Ferré i Bonaventura Casas; naturalment, Maria Teresa Sanromà està entre ells. L'any 1955 pren part al II Concurs Exposició Provincial d'Art que organitza el Centre de Lectura de Reus i obté un accèssit. També forma part del grup Cercle Jaume Huguet, integrat pels artistes més destacats de la ciutat: Castells, Mercadé, Gatell, Manresa, Pons, Quaralt, Riba, Tost, Ventura, Busquets, Sanromà i Serafini. El grup es va presentar l'any 1958 a la Sala del Sindicar d'Iniciativa de Tarragona, i el 1960, a la Llibreria Guàrdias de la mateixa ciutat. El 1967 exposa a les Galeries Syra de Barcelona format part del grup 7 pintors de Valls integrat per Eduard Castells, Josefina Giraldo, Pere Queralt, Jaume Solé, Josep M. Toast, Joan Vallverdú i Daniel Ventura.
Una etapa molt important en la vida de l'artista és la creació i el desenvolupament del grup Un Nus integrat per Pere Queralt, Maria Teresa Sanromà, Joan Cunillera, Joan Serafini i Jaume Solé. El grup té una sèrie d'activitats programades que abasten deu anys, al llarg dels quals realitzen mostren en ciutats com: Conca, Eivissa, Barcelona, Lleida, Tarragona, entre d'altres. Una vegada és dispersat el grup, cadascú continua amb la seva trajectòria personal. El 1991 exposa a la Sala la Caixa Tarragona, a Tarragona. L'any 2000 Maria Teresa exposa a la Sala Julià de Valls una mostra que va titular “Proposta Estètica”.
Una altra faceta de l'artista és el disseny de joies. El 1971 va sortir un anunci al diari d'una casa coneguda de joies que buscava dissenyadors. Maria Teresa es presentà a Barcelona i realitzarà el dissenys fins a l'any 1994. Fa col·leccions inspirades en Àfrica, Egipte, etc. És una feina que l'artista realitza gairebé de forma anònima, malgrat el seu èxit.
Conserven obra de Maria Teresa Sanromà el Museu d'Art de Girona, el Museu d'Art Modern de Tarragona i el Museu de Reus.

## Exposicions
- L'any 1950: participa en l'Exposició d'Artistes de Valls al Sindicat d'Iniciativa de Tarragona.
- L'any 1951: mostra col·lectiva en la qual estan representats tots els artistes significatius de la ciutat Valls
- L'any 1955: pren part al II Concurs Exposició Provincial d'Art que organitza el Centre de Lectura de Reus
- L'any 1958. exposa amb el grup Jaume Huguet a la Sala del Sindicar d'Iniciativa de Tarragona.
- L'any 1960: exposa amb el grup Jaume Huguet a la Llibreria Guàrdias a Tarragona.
- L'any 1967: exposa a la galeria Syra de Barcelona.
- L'any 1991:exposa a la Sala la Caixa Tarragona, a Tarragona.
- L'any 2000: exposa a la Sala Julià de Valls